# 福卡斯
福卡斯（拉丁語：Focas，羅馬化：Phōkás；547年—610年10月5日）是一位东罗马帝国皇帝（602年－610年在位）。福卡斯最初是东罗马軍隊的中層軍官，後來因在軍隊與莫里斯皇帝的宮廷糾紛中充當不滿士兵的代言人而聲名鵲起。602年軍隊叛亂，福卡斯成為兵變的領導者。這場叛亂最終在602年11月22日推翻了莫里斯，福卡斯於次日被擁立為皇帝。
福卡斯對君士坦丁堡那些不願合作的精英階層深感不信任，在他們眼中，福卡斯既是篡位者，也是個外省的粗人。因此，他試圖依靠那些身居高位的軍事和行政官員的親屬來鞏固政權。他很快便面臨國內外挑戰。他處理國內反對派的方式愈發冷酷無情，疏遠了越來越多的人，其中包括他的一些親信。同時，帝國在多條邊境線上受到威脅。阿瓦爾人和斯拉夫人再次對巴爾幹半島發動了破壞性的襲擊，薩珊波斯帝國則對東部各省發動了大規模入侵。最後，阿非利加總督老希拉克略反叛福卡斯，並在帝國各地獲得了廣泛支持。福卡斯試圖動用邊境部隊鎮壓叛亂，但反而讓入侵者得以深入帝國腹地。老希拉克略的兒子希拉克略於610年10月5日攻占君士坦丁堡，同一天處決了福卡斯（福卡斯處決莫里斯的重演），並加冕為新任皇帝。

## 生平

### 早年生活
福卡斯可能出生於547年，因為據說他登基時55歲。他和他的家族很可能是色雷斯-羅馬人或卡帕多西亞人的後裔。福卡斯在篡奪帝國皇位之前的生平不詳，但據說他在莫里斯皇帝統治下在色雷斯的東羅馬軍隊中擔任百夫長。
在莫里斯統治後期，軍隊派遣福卡斯前往君士坦丁堡作為發言人，抱怨科蒙蒂奧盧斯將軍的行為。福卡斯陳述案情時，與皇帝發生了爭執，結果被一位憤怒的貴族扯掉了鬍子。

### 篡奪皇位

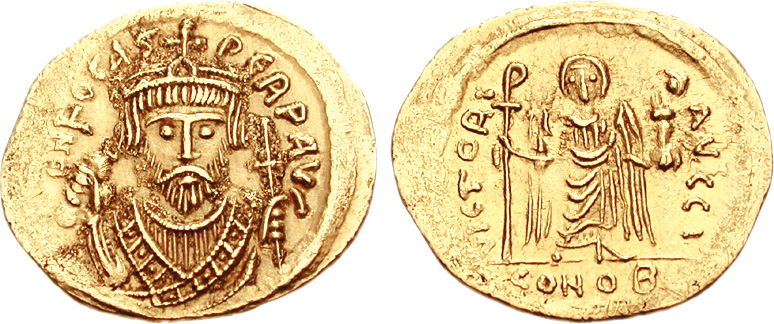
带有福卡斯头像的苏勒德斯钱币

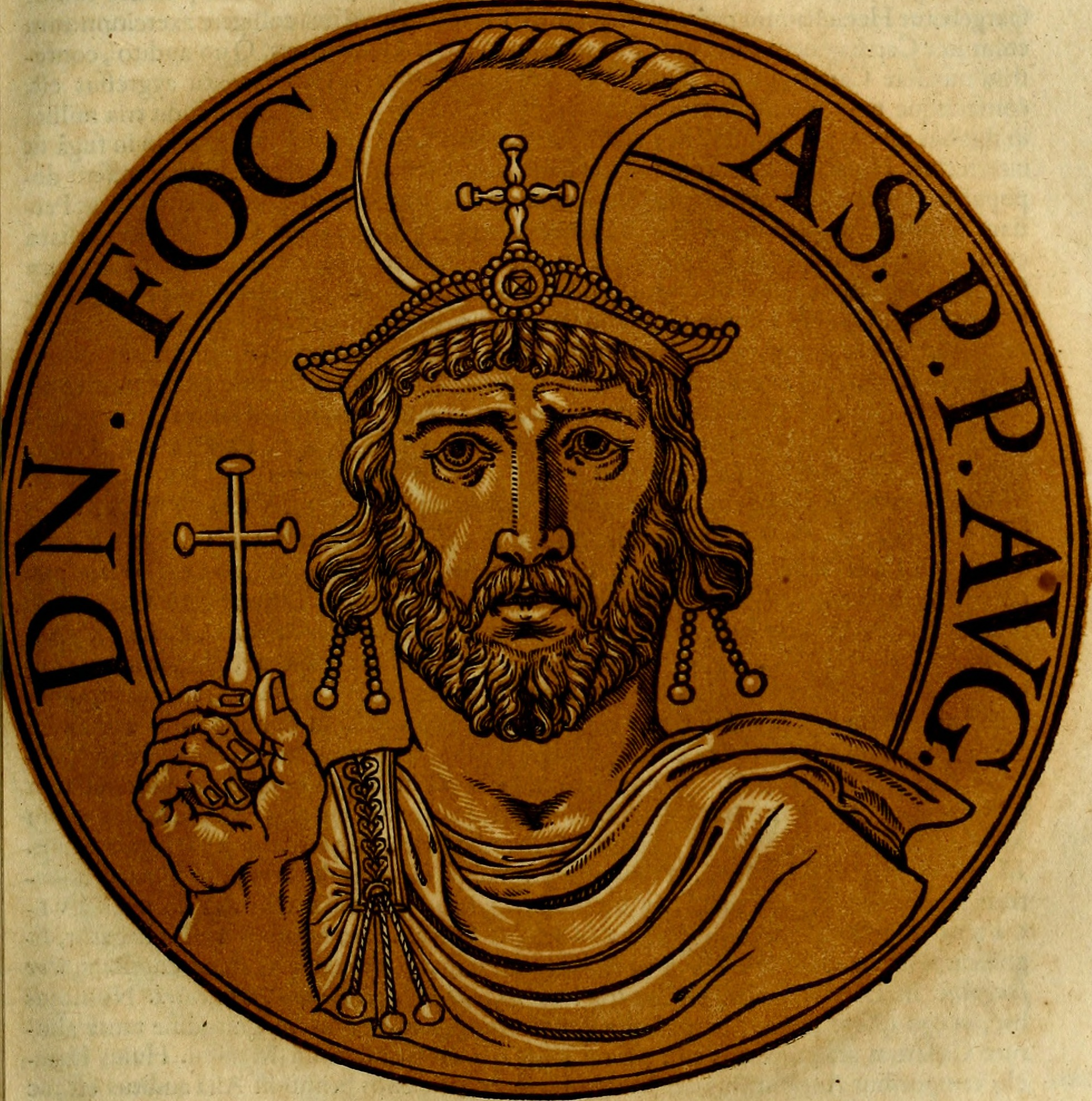
16世纪貨幣學和歷史著作「羅馬皇帝的聖像」裡描繪的福卡斯

602年秋，色雷斯的東羅馬軍隊反抗莫里斯，主要原因是精疲力竭、對冬季繼續在多瑙河以北作戰的命令感到憤怒，以及先前的軍餉削減。軍隊最初派出包括福卡斯在內的代表團去見彼得將軍，要求在帝國境內解散軍隊。但當莫里斯重申他的命令時，軍隊擁立福卡斯為領袖，開始向君士坦丁堡進軍。他們堅持要求莫里斯退位，並提議推舉莫里斯之子狄奧多西斯或狄奧多西岳父日耳曼努斯為繼承人。當莫里斯試圖逮捕日耳曼努斯時，這徹底激怒了民眾，君士坦丁堡爆發了騷亂。那天晚上，即602年11月22日，莫里斯和他的家人乘戰船逃往比提尼亞，狄奧多西則奉命向波斯王霍斯勞二世尋求幫助。根據史家狄奥菲拉克特·西莫卡塔（約630年）的記載，日耳曼努斯最初試圖奪取皇位，但在遭到君士坦丁堡競技場綠黨派系的拒絕後，他向福卡斯表示敬意，後者已成為皇位的熱門人選。
602年11月23日，福卡斯在希布多蒙的施洗者約翰教堂由君士坦丁堡牧首库里亚库斯二世加冕。兩天后，即11月25日，他在儀式遊行中進入君士坦丁堡，並受到了軍民歡呼。
莫里斯皇帝被迫目睹自己的五個小兒子被處決，隨後自己也被斬首。然而，有傳言稱狄奧多西設法逃往波斯。莫里斯的妻子君士坦丁娜皇后和女兒們被安置在新梅塔諾亞修道院。大約在605年，君士坦丁娜和日耳曼努斯在聽到狄奧多西還活著的傳聞後被發現密謀推翻福卡斯，於是他們被處死。

### 外政
儘管前任皇帝和他的兒子們已被處決，斷絶了查士丁尼王朝，福卡斯的處境依然岌岌可危，這使得他將精力投入清除敵人和摧毀陰謀。由於這種專注，以及他在東羅馬帝國各地面臨的局部抵抗，他無力應對外敵對帝國邊境的進攻。阿瓦爾汗國和斯拉夫人對帝國的巴爾幹行省發動了多次襲擊，薩珊波斯帝國也對帝國東部行省發動了入侵。
阿瓦爾人佔領了塞薩洛尼基以北巴爾幹半島的所有土地。基督教城市的居民被屠殺或俘虜。由於波斯帝國的威脅，東羅馬將大部分軍隊調往東部戰線。
薩珊波斯帝國先前曾於591年與莫里斯結束了十多年的戰爭而且莫里斯曾幫助霍斯勞二世重奪王位。在福卡斯篡位並殺害莫里斯後，霍斯勞二世利用這次政變及其恩人被謀殺作為藉口，於603年入侵了東羅馬。波斯迅速佔領了東部行省，導致東方軍事統帥纳尔塞斯投奔薩珊王朝。福卡斯迅速處置了纳尔塞斯，他邀請纳尔塞斯前往君士坦丁堡，並承諾給予安全通行，但在他抵達後卻將他活活燒死。到了607年，波斯已經佔領美索不達米亞、東方管區的敘利亞和小亞細亞的大部分地區，最遠到達君堡的博斯普魯斯海峽。
到610年福卡斯統治結束時，波斯人已經渡過幼發拉底河，攻佔了芝諾比亞。當代記載稱波斯人對佔領區居民非常殘暴。 《聖德米特里奧斯奇蹟》描述了這場屠殺：
魔鬼（波斯人）在整個東方、奇里乞亚、小亞細亞、巴勒斯坦以及從那裡到君士坦丁堡的所有土地上掀起了仇恨的旋風：各派不再滿足於僅僅在公共場所流血，他們襲擊民宅，屠殺婦女、兒童、老人和患病的年輕人；那些因年幼體弱而無法逃脫屠殺的人，它睜睜地看著自己的朋友、熟人和父母被洗劫一空，甚至放火燒毀，讓最可憐的居民也無法逃脫。

### 內政

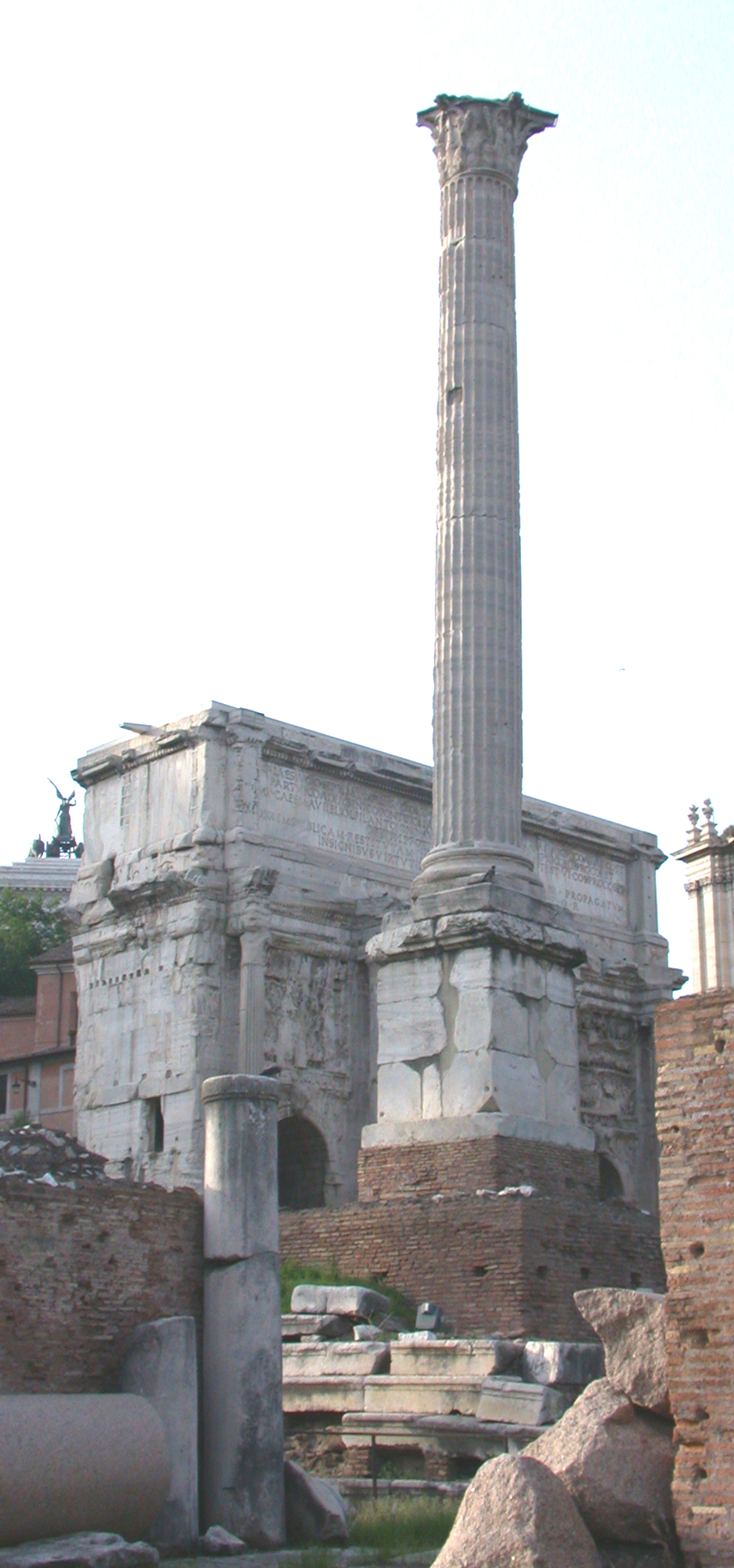
福卡斯圓柱

福卡斯經常任命他的親戚一起擔任高級職位，因為他與君士坦丁堡的大部分精英階層隔絕，之前他們沒有任何联系，或者因為君士坦丁堡的帝國庇護制度優先考慮對皇帝的忠誠。福卡斯於603年任命他的兄弟多門齊奧盧斯為行政總理官；604年任命他的侄子多門齊奧盧斯為東方軍事統帥，指揮東部省份的東羅馬軍隊；大約在610年任命他的兄弟科門齊奧盧斯為東方軍事統帥。這三人都對福卡斯忠貞不渝，直到被希拉克略處死。 另一方面，福卡斯在603年任命莫里斯手下的將軍普里斯庫斯為宫廷卫队指揮官。普里斯庫斯後來在607年左右與福卡斯的女兒多門齊婭結婚。在他的統治期間，福卡斯無法有效地控制帝國和軍隊。

#### 義大利政策
福卡斯在位期間，拉文納總督區不斷遭受倫巴第人的攻擊，但由於其他地區局勢動盪，政府幾乎沒有動用資源援助義大利總督區。在福卡斯統治期間，羅馬城唯一一座用稅收建造的公共建築是608年完工的福卡斯雕像。
當福卡斯篡奪莫里斯皇位時，羅馬教宗額我略一世稱讚福卡斯是自由的解放者。額我略一世稱福卡斯是一位虔誠仁慈的領主，並將他的妻子萊昂蒂亞皇后比作狄奧多西王朝的皇帝马尔西安的妻子普爾喀麗亞皇后（迦克墩公會議稱她為新海倫娜）。603年5月，這對夫婦的肖像運抵羅馬，教宗下令將其安置在帕拉丁山皇宮的聖凱撒略禮拜堂內。
當時，任命新教宗需要獲得帝國的批准，但由於教宗沙彬於606年去世，批准被推遲了一年，因為福卡斯忙於清除威脅其統治的內部敵人。 他最終於607年批准，波尼法爵三世成為下任教宗。福卡斯宣布羅馬為「所有教會的領袖」。不久之後，福卡斯在古羅馬廣場上豎立了一座自己的鍍金雕像，這根紀念柱被稱為福卡斯圓柱。

### 倒台和死亡

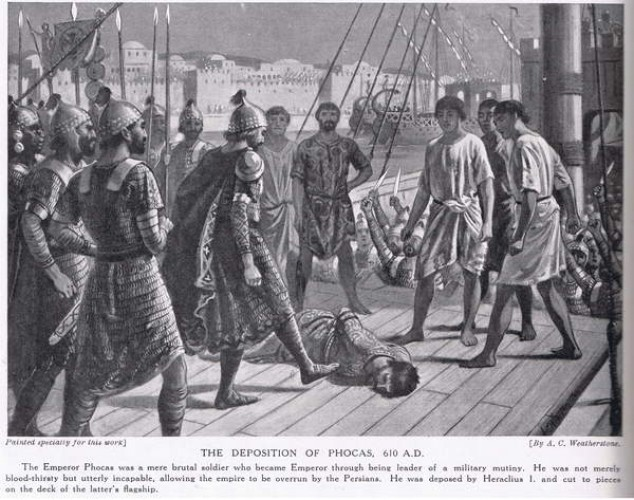
福卡斯之死

儘管被任命為宫廷衛隊指揮官，普里斯庫斯並不忠於福卡斯。608年，他向阿非利加总督区總督老希拉克略求助，要求他反抗福卡斯。老希拉克略同意了，並開始準備入侵，他切斷了君士坦丁堡的糧食供應，並組建了一支龐大的陸軍和海軍。老希拉克略於609年發動入侵，他的侄子尼基塔斯率軍經陸路進軍首都，他的兒子希拉克略則率領海軍登陸塞薩洛尼基，然後進軍首都君士坦丁堡。此時君士坦丁堡民眾已經極度不滿福卡斯的統治，爆發了親希拉克略的暴動。610年10月3日，希拉克略抵達君堡城外，並於10月5日攻佔了這座城市。此時，普里斯庫斯假裝生病撤退到他的宅邸，控制了宮廷衛隊和護衛部隊，從而剝奪了福卡斯的最後武裝力量，並最終被希拉克略逮捕。
610年10月5日，希拉克略被加冕為皇帝，並迅速處決了福卡斯。據說希拉克略俘虜福卡斯時，曾質問福卡斯：「這就是你的統治方式嗎，惡棍？」福卡斯的回答是：「你能統治得更好嗎？」這激怒了希拉克略，當場斬首了福卡斯。據尼基乌的约翰所說，他後來將福卡斯的生殖器從屍體上割下，因為據稱福卡斯強姦了城中一位有權勢的政治家福提烏斯的妻子。

## 历史意义

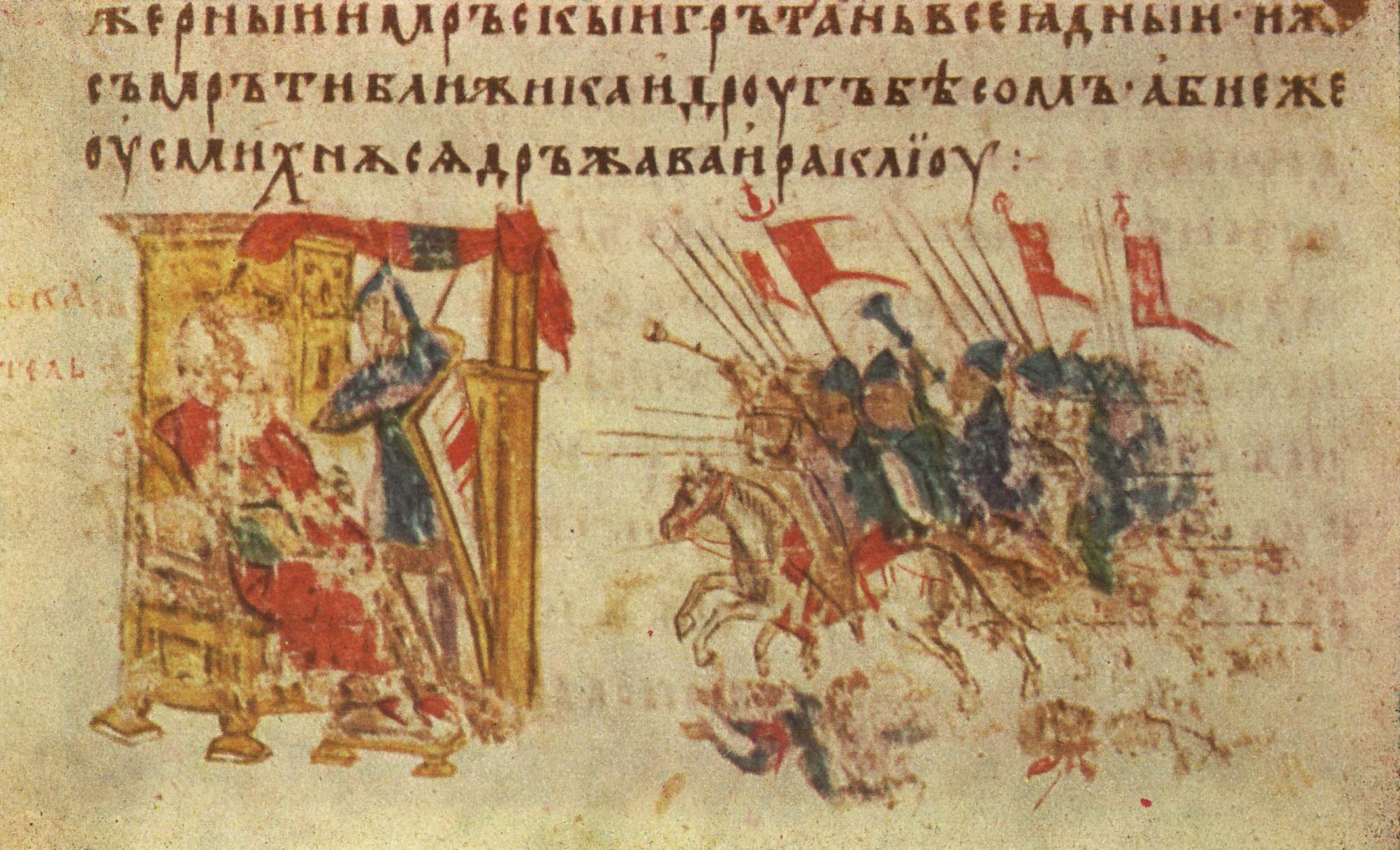
篡位者福卡斯和希拉克略軍隊對他的攻擊。場景出自12世紀的《瑪納塞斯編年史》。

福卡斯通常被東羅馬和現代歷史學家描繪成一個惡棍，但一些關於福卡斯統治的最早文獻寫於希拉克略統治時期。現存的文獻並非中立，作者們有充分的理由將福卡斯妖魔化，以加強希拉克略王朝的統治。
福卡斯统治时期是晚期罗马帝国（或者称早期拜占庭帝国）的最后一个阶段，此阶段结束标志着拜占庭历史进入中世纪希腊帝国历史时期。